# Verzeichniss der Pflanzenkulturen
Verzeichniss der Pflanzenkulturen (abreviado Verz. Pfl.-Kult.) es un libro con ilustraciones y descripciones botánicas que fue escrito por el botánico, pteridólogo, entomólogo y ornitólogo alemán Johann Centurius Hoffmannsegg. Fue publicado en Dresde en el año 1824 con el nombre de Verzeichniss der Pflanzenkulturen in den Grafl. Hoffmannseggischen Garten zu Dresden und Rammenau... (Directorio de los cultivos de plantas en el Gräfl. Hoffmannseggischen jardines en Dresde y Rammenau).